# De Knoppel
De Knoppel is een natuurgebied nabij Mettekoven in de Belgische gemeente Heers.
Het gebied is gelegen nabij de Herk en omvat onder meer een uitgestrekte hoogstamboomgaard. De Knoppel is eigendom van de Provincie Limburg en wordt sinds 2005 beheerd door Natuurpunt, waarbij wordt samengewerkt met landbouwers en jagers. Het natuurgebied is ontstaan als uitvloeisel van een ruilverkaveling, waarbij allerlei kleinschalige gebiedjes werden verworven. De hoogstamboomgaard werd toen aangeplant om een deel van het vroegere landschap te herstellen.
Speciale aandacht is er voor het leefgebied van de das.
Door het gebied zijn wandelingen uitgezet, die vertrekken van een centraal punt te Mettekoven.